# Demetrio de Rostov
San Demetrio (ruso: Димитрий Ростовский; 1651-1709), en la vida Daniel Tuptalo, fue un obispo de la Iglesia ucraniana y luego rusa, escritor eclesiástico y orador. 

## Biografía
Era de Makáriv, localidad próxima a Kiev, en el Hetmanato cosaco. Hijo de cosacos, nació el 21 de diciembre de 1651. Estudió en la Academia de Kiev pero por las alarmas de la guerra debió dejar la academia para proseguir sus estudios individualmente. Habiendo tomado el hábito monástico en uno de los monasterios, fue prontamente seleccionado por el arzobispo Lázar Baranóvych quien le encomendó predicar en su catedral principal. En los dos años siguientes San Demetrio predicó asiduamente y así se hizo famoso por su oratoria tanto en Lituania como en la Pequeña Rusia o en Ucrania, lo que hacía que se lo disputaran para la prédica en cada país.
A los 33 años de edad San Demetrio se centró en su constante trabajo en 12 volúmenes, el Martirologio. En 1686, la Metrópolis de Kiev deja de depender del Patriarcado de Constantinopla pasando al Patriarcado de Moscú.
En 1702 fue nombrado por Pedro I para el puesto de Metropolita de Rostov.
Siendo Metropolita, el eminente santo salió a la lucha contra la escisión religiosa y escribió un detallado estudio acerca de las principales escisiones sectárias bajo el título: "Investigación de la religión de Briansk." Sus siete años de trabajo como arzobispo de Rostov ofrecen un trabajo continuo para la consolidación de la fe. Recorría su diócesis de lado a lado enseñando y evangelizando. Afligido por la insuficiente instrucción de sus súbditos y sacerdotes, organizó bajo su peculio en Rostov un centro de enseñanza y fue un padre muy cercano a sus alumnos. Se reunían a menudo a su alrededor y entonaban cánticos religiosos compuestos por él. Muchos de ellos ("Jesús mi encantador," "Clamo por Dios en mis penas" y otros) los cantaba habitualmente el pueblo antes de la Revolución Rusa.
La vida particular de san Demetrio estaba llena de sacrificios, de ayuno, oración y caridad. Su alimento era el más sencillo y siempre en cantidad limitada. Recibía a todos, era muy cariñoso e indulgente. El 28 de octubre de 1709 el gran devoto de la sabiduría y la devoción, dejó esta vida durante la oración en su celda, lo encontraron de rodillas caído delante de un icono del Salvador. A los 43 años, en 1752, fueron encontrados sus restos incorruptos, y el beato Demetrio fue consagrado Santo.
Además del Martirologio y la Investigación de la religión de Briansk, el beato Demetrio tiene más escritos y enseñanzas, Compendio de Catequesis, Crónica de la celda, Crónica de zares y patriarcas, Catálogo de los metropolitas Rusos y otras obras. Estas obras están empapadas de una profunda fe, calidez y se comprenden fácilmente, ya que el idioma ruso usado en esos trabajos es de mucha sencillez y elegancia.

## Obra
La obra principal de toda la vida de San Demetrio es la composición de un Martirologio (ruso: Четьи-Минеи o Chetyi-Minéi), en el cual expuso las vidas de los santos correspondientes a cada día del año. Durante veinte años (1684-1704) recogió datos con mucho ahínco, los estudió y elaboró la vidas de santos, quienes desde entonces se convirtieron en importantes lecturas para la gente rusa. El Martirologio está escrito en eslavo eclesiástico.